# MonarC Entertainment

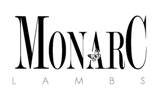
Logo da "MonarC Management"

MonarC Management foi uma gravadora formada pela Mariah Carey sob a Island Records. O nome veio com a fascinação da cantora por borboletas. O logo também remete às iniciais do nome da cantora.
Somente dois álbuns foram lançados com o logo da MonarC que foram Charmbracelet e The Remixes. No verão de 2004 fechou a gravadora MonarC e somente a Island Records teria os lançamentos da cantora.

## Artistas
- Mariah Carey
- Trey Lorenz
- Sadie McIntosh
- Belle & Nae Nae
- Roderick Hollingsworth